# Mähdertal
Das Gebiet Mähdertal ist ein mit Verordnung vom 1. März 1989 durch die Körperschaftsforstdirektion Tübingen ausgewiesener Schonwald (Schutzgebiet-Nummer 200260) in Baden-Württemberg.

## Lage
Der Schonwald umfasst einen Teil des Schönbuchs südlich von Hildrizhausen. Das Schutzgebiet liegt südlich der Gemeinde Hildrizhausen. Es umfasst Teile der Abteilungen 16 und 20 bis 23 des Distriktes 1 »Stadtwald« im Stadtwald Herrenberg und die Abteilungen 13,14,21 und 24 des Distriktes 21 »Lindach« im Staatswald Landkreis Böblingen.
Im Schonwald liegt der Kohlweiher.

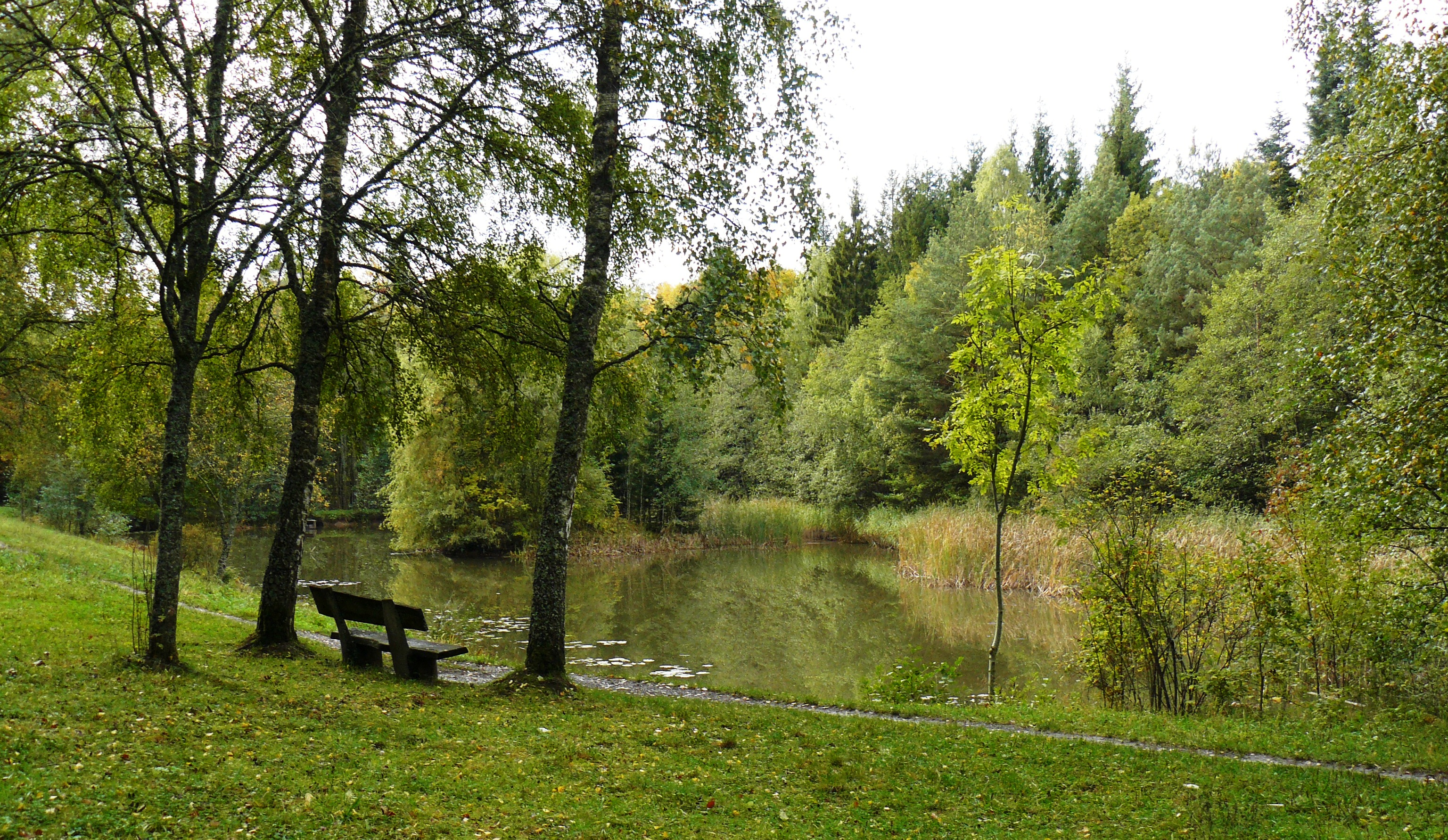
Kohlweiher

Der Schonwald liegt in den Landschaftsschutzgebieten Hildrizhausen und Schönbuch und ist Teil des Vogelschutzgebiets Nr. 7420-441 Schönbuch. 

## Schutzzweck
Der Schutzzweck des Schonwalds ist gemäß Schutzgebietsverordnung 
- die Erhaltung, Pflege und Entwicklung eines naturnahen Waldökosystems im westlichen Schönbuch;
- der Beitrag zur Erhaltung der biologischen Vielfalt in Europa;
- die Erhaltung, Pflege und Entwicklung des Gebietes als Lebensraum für eine artenreiche Pflanzen- und Tierwelt, insbesondere aufgrund seiner herausragenden, naturschutzfachlichen Bedeutung für die Avifauna;
- die Pflege und Wiederherstellung von offenen Wiesenflächen im Talgrund des Mähdertales mit dem Vorkommen von schützenswerten Biotopen mit ihren seltenen Pflanzenarten durch Mahd und Entfernen der Fichtenbestockungen;
- Beobachtung der natürlichen, ungestörten Sukzessionsentwicklung auf Sturrnflächen.

## Betreuung
Wissenschaftlich betreut wird der Schonwald durch die Forstliche Versuchs- und Forschungsanstalt Baden-Württemberg (BVA).